# 米爾霍羅德 (丘胡伊夫區)
49°44′33″N 36°11′8″E / 49.74250°N 36.18556°E
米爾霍羅德（烏克蘭語：Миргороди）是位於烏克蘭東部的村莊，由哈爾科夫州丘胡伊夫区的茲米伊夫市鎮負責管轄。該村始建於1689年，面積0.85平方公里，海拔高度92米，2001年人口270，人口密度每平方公里316.9人。